# Riera de Sant Miquel
La Riera de Sant Miquel és una riera del Gironès i el principal afluent del Galligants. Neix al massís de les Gavarres i desemboca al barri de Sant Daniel. Té un pendent molt gran entre 12% i 14%, el que amb el Galligants, sempre ha constituït una amenaça per la ciutat.